# Львовский дворец
Льво́вский дворец — псевдоготический дворец в посёлке Стрельна в  Петродворцовом районе Санкт-Петербурга.

## История
Построен в 1838—1839 годах в стиле викторианской готики, на нечётной стороне Санкт-Петербургского шоссе западнее Орловского парка по проекту А. К. Кольмана для генерал-майора П. К. Александрова-старшего, внебрачного сына великого князя Константина Павловича. От его фамилии усадьба получила название Александровка.
В начале XX века дворец принадлежал внуку первого владельца, князю А. Д. Львову, энтузиасту пожарного дела, который устроил в здании пожарное депо.

## Архитектура

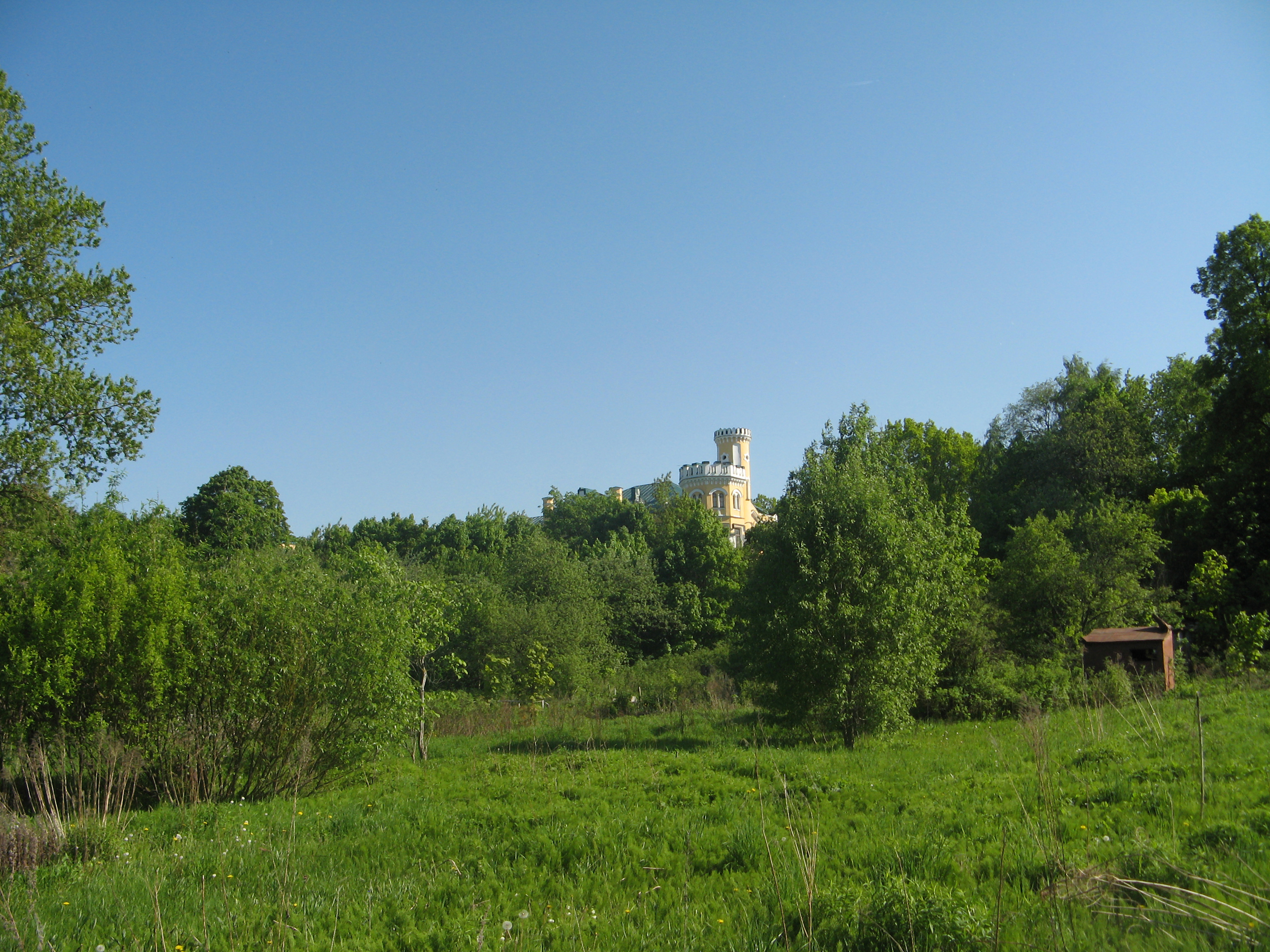
Львовский дворец, вид из парка

Дворец состоит из двух корпусов, соединённых закрытой галереей. Несмотря на общую планировку здания в виде правильной буквы «Т», его главная часть асимметрична. Здание расположено на живописной прибрежной террасе и имеет вид средневекового замка из-за высокой зубчатой башни западной части. В восточной стороне дворца имеется помещение-погреб.
Во время Великой Отечественной войны дворец находился на оккупированной территории и был частично разрушен, а его внутреннее убранство было безвозвратно испорчено и разграблено. Также был значительно поврежден усадебный парк, в котором сохранился лишь старый погреб и несколько старинных дубов (преимущественно на верхней террасе). По состоянию на 2016 год территория парка одичала и частично застроена частным сектором, поэтому с точки зрения обычного наблюдателя дворец стоит сам по себе в небольшом садике у края оврага на верхней террасе.

## Современное состояние

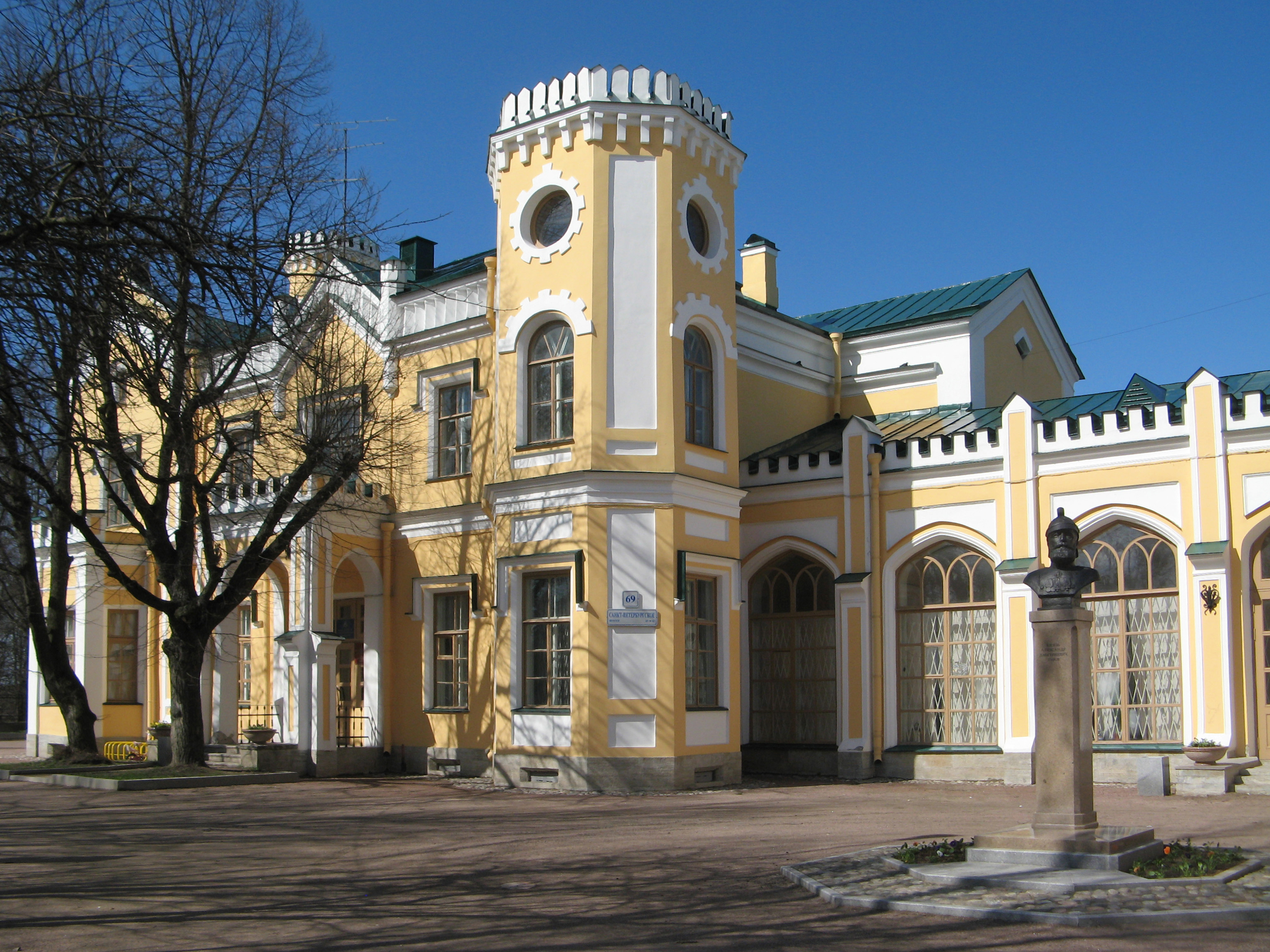
Львовский дворец после реставрации

Здание дворца реставрировалось в 1950-х годах. В 2013—2015 годах произведена повторная реставрация дворца, на которую из городского бюджета было выделено свыше 12 млн рублей.
17 августа 2013 года перед Львовским дворцом был открыт памятник князю Александру Львову (скульптор Анатолий Блонский, архитектор Олег Бумаженко).
Сейчас во дворце находятся:
- Муниципальный совет муниципального образования «Посёлок Стрельна»
- Местная администрация муниципального образования «Посёлок Стрельна»
- Детская музыкальная школа № 42

## Галерея

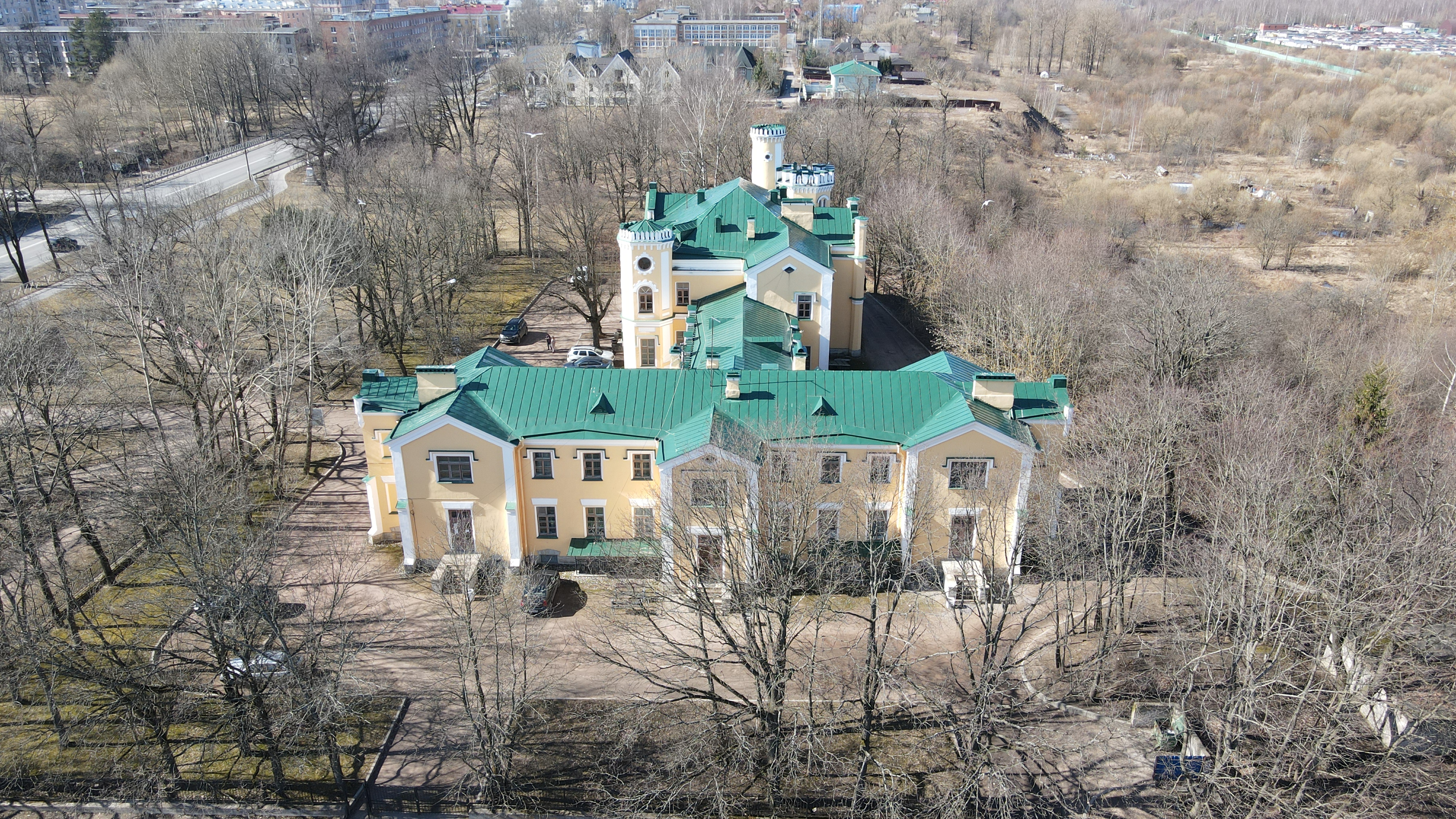
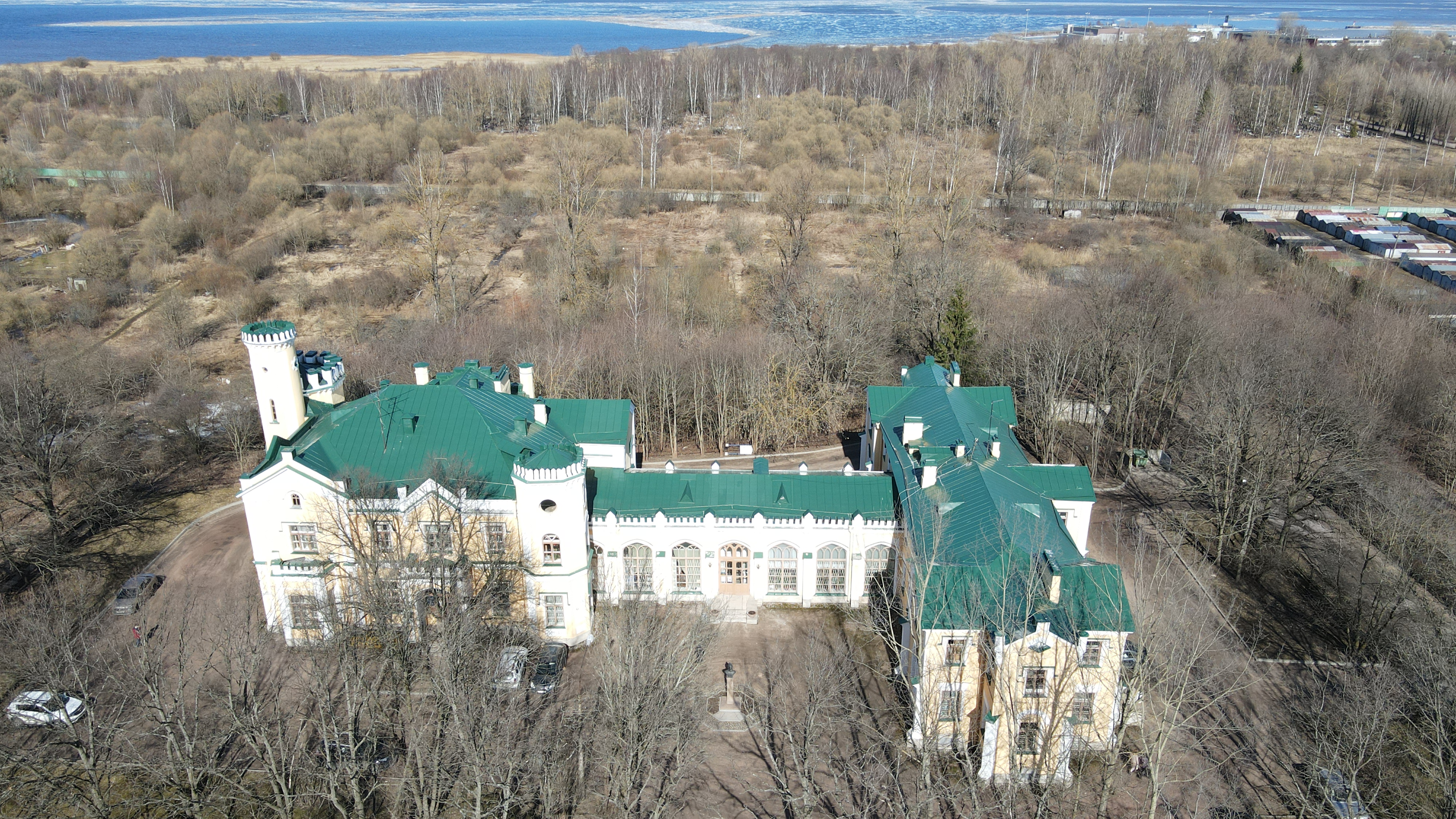
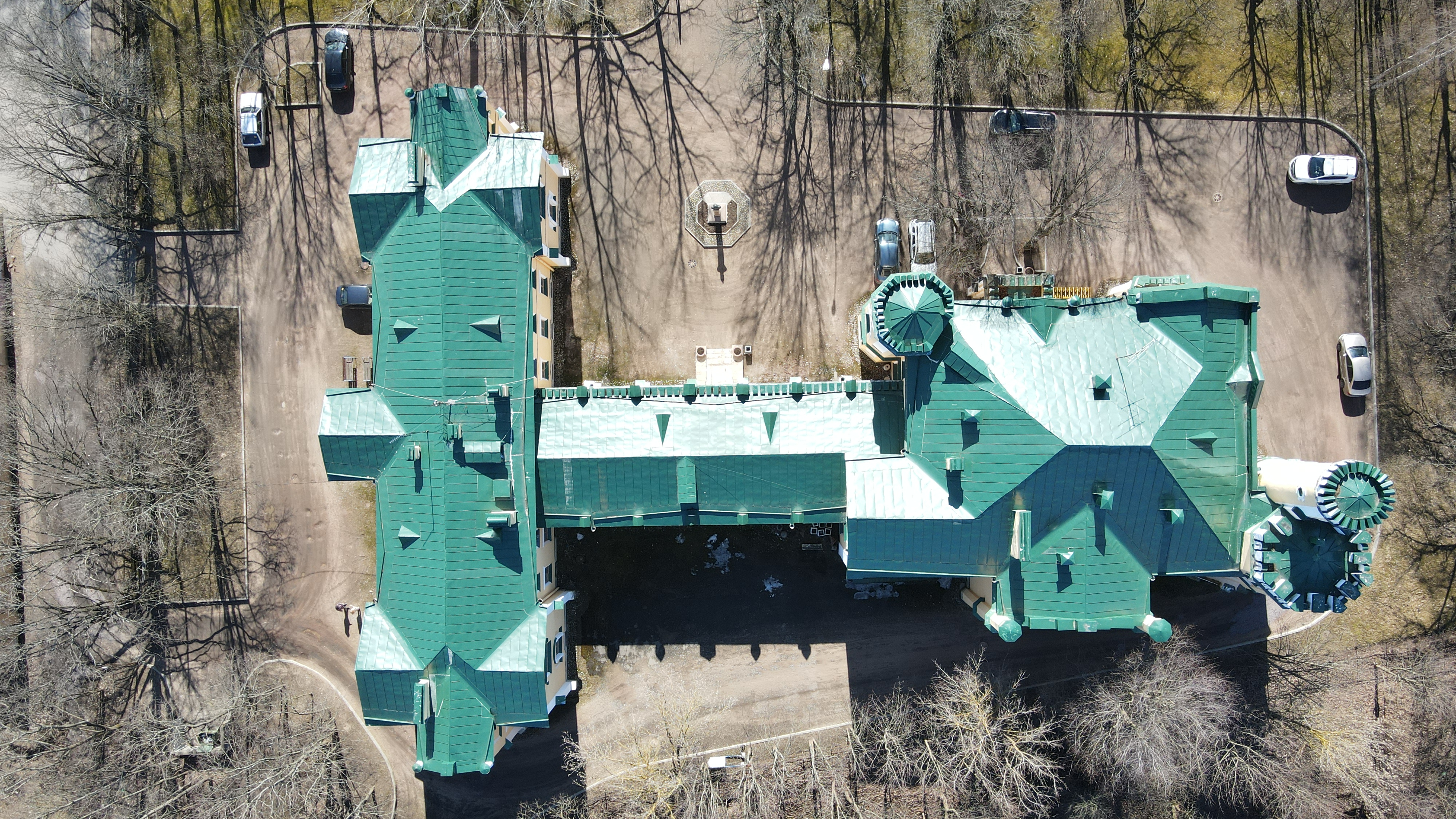
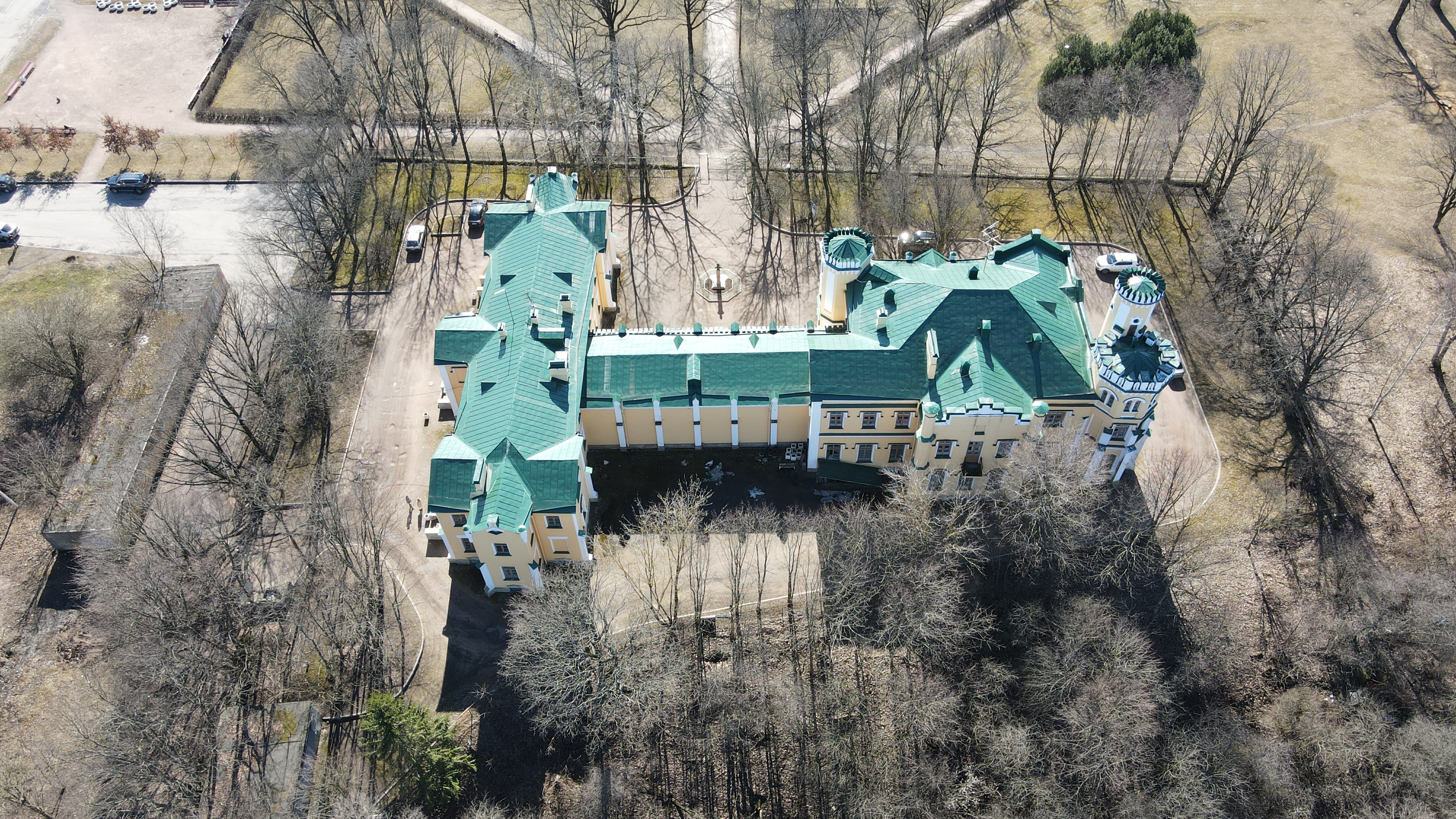

Виды на дворец и парк с воздуха: